# Ивановка (Алексеевское сельское поселение)
 Ивановка  — деревня в Советском районе Республики Марий Эл. Входит в состав Алексеевского сельского поселения.

## География
Находится в центральной части республики Марий Эл на расстоянии приблизительно 8 км по прямой на запад от районного центра посёлка Советский.

## История
Деревня была основана в начале XX переселенцами из Большого Акашева. Название дано по дню переезда (Иванов день). В 1920 году в деревне было 54 двора с населением 200 человек, все русские. В течение века национальный состав деревни полностью поменялся. В 2004 году здесь постоянно проживали 7 семей. В советское время работал колхоз «Бригадир».

## Население
Население составляло 11 человек (мари 100 %) в 2002 году, 17 в 2010.